# Avtobusna postaja Brežice
Avtobusna postaja Brežice je glavna  avtobusna postaja v  Občini Brežice. Nahaja se na Cesti svobode 11 le nekaj sto metrov stran od centra mesta.V stavbi avtobusne postaje je izpostava medkrajevnega prevoznika  Nomago.